# Abigail Folger
Abigail Folger, född 11 augusti 1943 i San Francisco, död 9 augusti 1969 i Los Angeles, var en amerikansk socialarbetare och medborgarrättsaktivist. Hon var arvtagare till kaffeimperiet Folger Coffee.
Folger befann sig på kvällen den 8 augusti 1969 i Sharon Tates och Roman Polańskis bostad på Cielo Drive i Benedict Canyon i nordvästra Los Angeles. Tillsammans med henne var Tate, Jay Sebring, Wojciech Frykowski och Steven Parent. Polański var vid tillfället i London för att regissera en film. Strax efter midnatt bröt sig fyra medlemmar av Mansonfamiljen, Charles "Tex" Watson, Susan Atkins, Patricia Krenwinkel och Linda Kasabian, in i bostaden och mördade Folger, Tate och de tre andra. Folger knivhöggs 28 gånger. Hon är begravd på Holy Cross Cemetery i Colma.